# Rhaebus mannerheimi
Rhaebus mannerheimi is een keversoort uit de familie bladkevers (Chrysomelidae). De wetenschappelijke naam van de soort werd in 1845 gepubliceerd door Victor Ivanovitsch Motschulsky.